# Cathrin Pichler
Cathrin Pichler (* 29. April 1946 in Gmunden; † 29. Juni 2012 in Wien) war eine österreichische Kunstvermittlerin und Kuratorin.

## Karriere
Pichler studierte  die Fächer Publizistik, Kunstgeschichte, Soziologie und Psychologie sowie Kommunikationstheorie und Informationsästhetik.
Von 1977 bis 1982 war sie Projektleiterin am Institut für Konfliktforschung in Wien. Im Anschluss arbeitete sie bis 1985 als Freie Mitarbeiterin an jenem Institut. Ebenfalls war sie während dieser Zeit am Institut für Demographie der Akademie der Wissenschaften tätig. Von 1992 bis 1994 war sie unter dem damaligen Minister Rudolf Scholten, zusammen mit Robert Fleck, die erste Bundeskunstkuratorin. Im Jahr 1995 wurde sie zur Chefkuratorin der Kunsthalle Wien ernannt. Nach zwei Jahren gab sie diesen Posten auf, da sie mit der Arbeitsweise des neuen Direktors Gerald Matt nicht harmonierte. Sie blieb auch in der Folge freie Kuratorin und lehrte an mehreren Universitäten.
Gemeinsam mit Hans Peter Litscher trug sie 2002 im Museum Moderner Kunst Stiftung Ludwig Wien (mumok) die bis dato größte Kunstsammlung über Antonin Artaud zusammen. Ihre letzte Ausstellung war im Herbst 2010 The Moderns – Revolutions in Art and Science 1890–1935.
Im März 2012 wurde Pichler, zu diesem Zeitpunkt bereits schwer erkrankt, mit dem Österreichischen Ehrenkreuz für Wissenschaft und Kunst I. Klasse ausgezeichnet. Am 29. Juni 2012 erlag sie 66-jährig ihrer Krankheit.